# لامچا گیرما
لامچا گیرما (انگلیسی: Lamecha Girma؛ زادهٔ ۲۶ نوامبر ۲۰۰۰) دونده اهل اتیوپی است.